# 旭純
旭純（あさひ じゅん、1966年11月11日 - ）は、東京都生まれの編曲家、キーボーディスト、音楽プロデューサーである。

## 概要
玉川大学在学中から、アーティストのツアーサポートやスタジオ・ミュージシャンとして活動を始め、その後数々のCM、ドラマの劇伴音楽を手掛ける編曲家としても活動している。現在ではCHAGE and ASKAのサポートメンバーとして、小柳ゆきなどのJ-POPシンガーの楽曲の編曲、ツアーサポートなどを行っている。

## 主な編曲作品
- CHAGE and ASKA - 『僕はMusic』
- ASKA - 『心に花の咲く方へ』
- 深田恭子 - 『イージーライダー』
- 大好き!五つ子の全般的楽曲の編曲
- 外科医柊又三郎の劇中音楽担当
- 東京大学物語 - オリジナル・サウンドトラック
- udo - まごころ（シングルバージョン及びC/W曲のclassical version）